# Universidad de Francia
La Universidad de Francia, también conocida como Universidad imperial y normalmente llamada la Universidad, fue el nombre de la administración francesa del siglo XIX encargada de la educación superior en Francia.

## La Universidad imperial

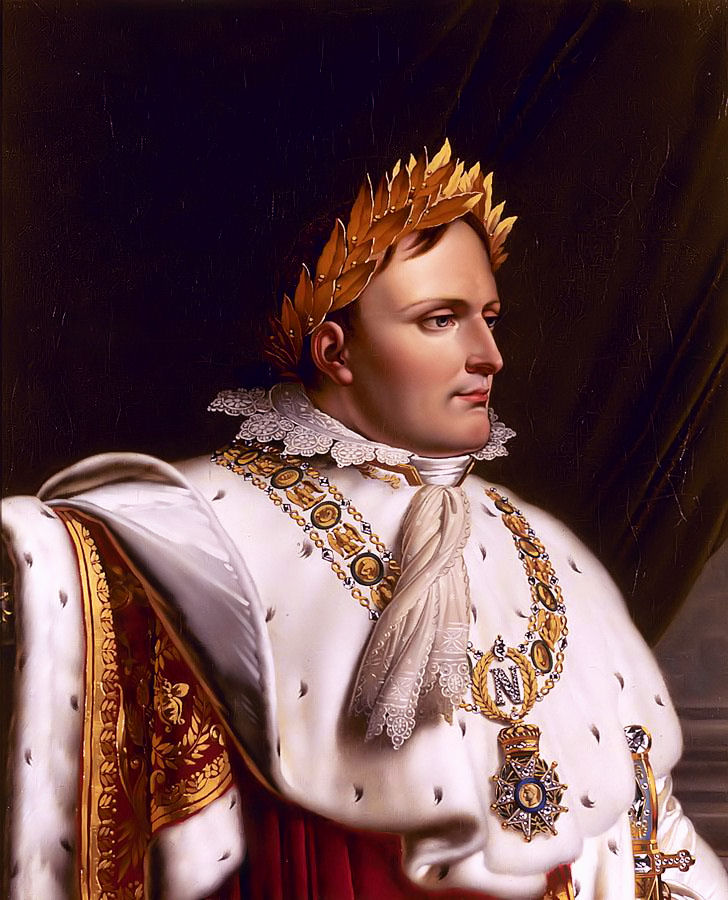
Napoleón Bonaparte, emperador de Francia.

Napoleón Bonaparte quiso reorganizar completamente el sistema educativo francés, incluida la Universidad. La ley de 10 de mayo de 1806 establecía que: "bajo el nombre de Universidad imperial, se creará una corporación encargada exclusivamente de la enseñanza y de la educación pública en todo el Imperio".
El decreto de 17 de marzo de 1808 ordena el funcionamiento de la Universidad. La Universidad, que está por encima de todas las órdenes educativas y en la que nadie puede enseñar sin la autorización del Gran Maestre, y con la condición de ser parte de la Universidad. El texto establece seis órdenes escolares:
- las facultades (teología, derecho, medicina, letras y ciencias);
- los liceos (enseñanza media de primera clase);
- los colegios (enseñanza media de segunda clase);
- las instituciones;
- los internados;
- las "pequeñas escuelas" (primaria).

De esta manera, las Escuelas de Derecho, Medicina, Teología, Letras y Ciencias creadas en 1794 como consecuencia de la Revolución son integradas en la Universidad. El decreto define la organización general de tales enseñanzas, de los diplomas (con el trío baccalauréat, licence, doctorado) y de las pruebas que se habrían de superar. También define catorce jerarquías de operarios administrativos y cinco jerarquías de profesores, además de determinar los títulos y diplomas necesarios para formar parte de las diversas jerarquías.
Según el decreto imperial de 17 de marzo de 1808, debería establecerse en París un internado de la Escuela Normal (hoy la École normale supérieure de la calle Ulm), destinado a recibir hasta 300 jóvenes que se formarían como profesores de letras y ciencias. El número de alumnos fue fijado en un centenar el primer año. Deberían tener a lo sumo 17 años y ser autorizados por su padre o tutor para cursar los estudios en la Universidad. Además, para entrar, habrían de comprometerse a permanecer por lo menos diez años en la profesión docente. Por último, los candidatos pasarían un examen ante los inspectores generales de la Universidad.
También se reglamentaba la administración de la Universidad, que sería dirigida por un Gran maestre, nombrado y revocado por el Emperador, asistido de un tesorero y un canciller. El decreto preveía igualmente un consejo de la Universidad, compuesto por treinta miembros, repartidos en cinco secciones y con funciones exclusivamente de administradores de la Universidad. El primer Gran maestre fue Jean-Pierre Louis Fontanes, auxiliado por el canciller Jean-Chrysostôme de Villaret.
El decreto establecía la creación de una Academia dentro de la jurisdicción de cada Tribunal de Apelación, dirigida por un Rector y asistido por un Consejo Académico.
La Universidad gozaba de considerable autonomía frente a otras administraciones, aunque dependiera estrechamente del Emperador. El decreto no le otorga personalidad jurídica expresamente, pero le otorga cierta entidad, con un presupuesto propio en particular.

## La Universidad después de Napoleón
Durante los primeros años de la Restauración, el nombre de Universidad tiende a desaparecer debido a su origen imperial. El consejo de la Universidad toma el nombre de Comisión de Instrucción Pública (1815-1820) y luego de Consejo Real de Educación Pública (1820-1822). Y aunque se elimina el título de Gran Maestre, el presidente de esta comisión es un gran maestro.
El nombre de Universidad también fue restaurado en 1822. La creación de un Ministerio de Asuntos Eclesiásticos e Instrucción Pública no cuestionó a la Universidad, aunque las funciones de ministro de Educación y Gran Maestre se confunden desde 1828. Durante los años siguientes, y especialmente bajo la Monarquía de Julio, la Universidad simboliza la educación pública, centralizada y juzgada por sus detractores como no suficientemente católica (aunque no es estrictamente secular), a diferencia de la educación privada. Los defensores de la libertad académica son los oponentes de la Universidad.
Estos últimos obtuvieron satisfacción parcial bajo los dos regímenes reales y no retrocedieron con el triunfo de la Segunda República, con dos cambios legislativos importantes hacia 1850. La ley Falloux, promulgada el 15 de marzo de 1850, confería importantes mejoras a la libertad de enseñanza (a excepción de la educación superior) y tendía a descentralizar la enseñanza, para debilitar la educación pública: "No es la Universidad multiplicada por 86, es la Universidad dividida por 864", se adujo. La ley, además, citaba a la Universidad como cosa del pasado, y sustituía el nombre del Consejo Superior de Instrucción Pública por el del Consejo de la Universidad. En cuanto a la ley de finanzas de 1851, el texto otorgaba la transferencia de propiedad de la Universidad al Estado y tendía a eliminar la Universidad, aunque sin declararlo oficialmente.
Con la llegada del Segundo Imperio, el nombre de Universidad reaparece para resaltar el vínculo entre el Imperio de Napoleón III y el de su predecesor. Sin embargo, la expresión utilizada más a menudo es la de Universidad de Francia (y no imperial). Sin embargo, la Tercera República contribuye fuertemente al declive del término, cuando la ley de 10 de julio de 1896 (conocida como ley Louis Liard) otorga la personalidad jurídica a las "facultades de facultades" constituidas en cada academia por la ley de 28 de abril de 1893, y les otorga el nombre de Universidades. Dado que hay una universidad en cada academia, el término "Universidad de Francia" como un todo unificado ya no tiene sentido. Sin embargo, subsiste la expresión, especialmente en el Decreto Nº 48-1108, de 10 de julio de 1948, relativo a la clasificación jerárquica del personal civil y militar del Estado, donde había un título "Universidad de Francia".

## Ceremonias y distinciones
De acuerdo con el decreto de 24 de diciembre de 1852, el profesorado vestirá según su rango:
- Rectores: Vestido y simarra en seda negra, solapa de encaje, zapato de seda morado con tres hileras de armiño, cinturón de cinta morado con dos borlas plateadas, gorro de terciopelo negro con dos rayas y dos lazos plateados.
- Inspectores de la Academia: Idéntica vestimenta que los rectores, con dos borlas de seda violeta en la cintura y una trenza y dos presillas de plata en el gorro.
- Decanos y Profesores de Facultades y Escuelas Superiores: La forma del vestido es la misma para las diversas órdenes de facultades, pero el color varía de acuerdo con el orden de cada facultad. Los decanos usarán dos trenzas de oro en el tocado.

1. Para las facultades de Teología: bata y simarra en seda negra, zapato de seda morado con tres hileras de armiño, cinturón de cinta morada con dos borlas en seda morada, toca de terciopelo negro con una trenza dorada.
2. Para las escuelas de Derecho: el vestido Casimir vestido rojo de seda negro, aleta de batista, zapato Casimiro en rojo con tres filas de armiño, correa de la cinta negro con flecos y cables en sombrero de copa negro en Casimir roe con la trenza;
3. Para las escuelas de Medicina: vestido de raso carmesí y un vestido de seda negro, aleta de batista, zapato de raso carmesí con tres filas de armiño, correa de la cinta negro con flecos y cables en la tapa de seda negro de raso carmesí con un cordón;
4. Para facultades de Ciencias: vestido de seda amaranto, vestido de batista solapa de seda negro, zapatos de seda en el amaranto con tres filas de armiño, correa de la cinta con los cables de amaranto y amaranto con flecos en sombrero de copa de seda amaranto con un cordón oro;
5. Para las facultades de Letras: vestido de seda de color naranja, vestido de seda negro, aleta de batista, zapato de seda de color naranja con tres filas de armiño, correa de la cinta de color naranja con franjas y cables en sombrero de seda de color naranja en la seda de color naranja con un cordón;